# Gräberfelder von Hallsjö

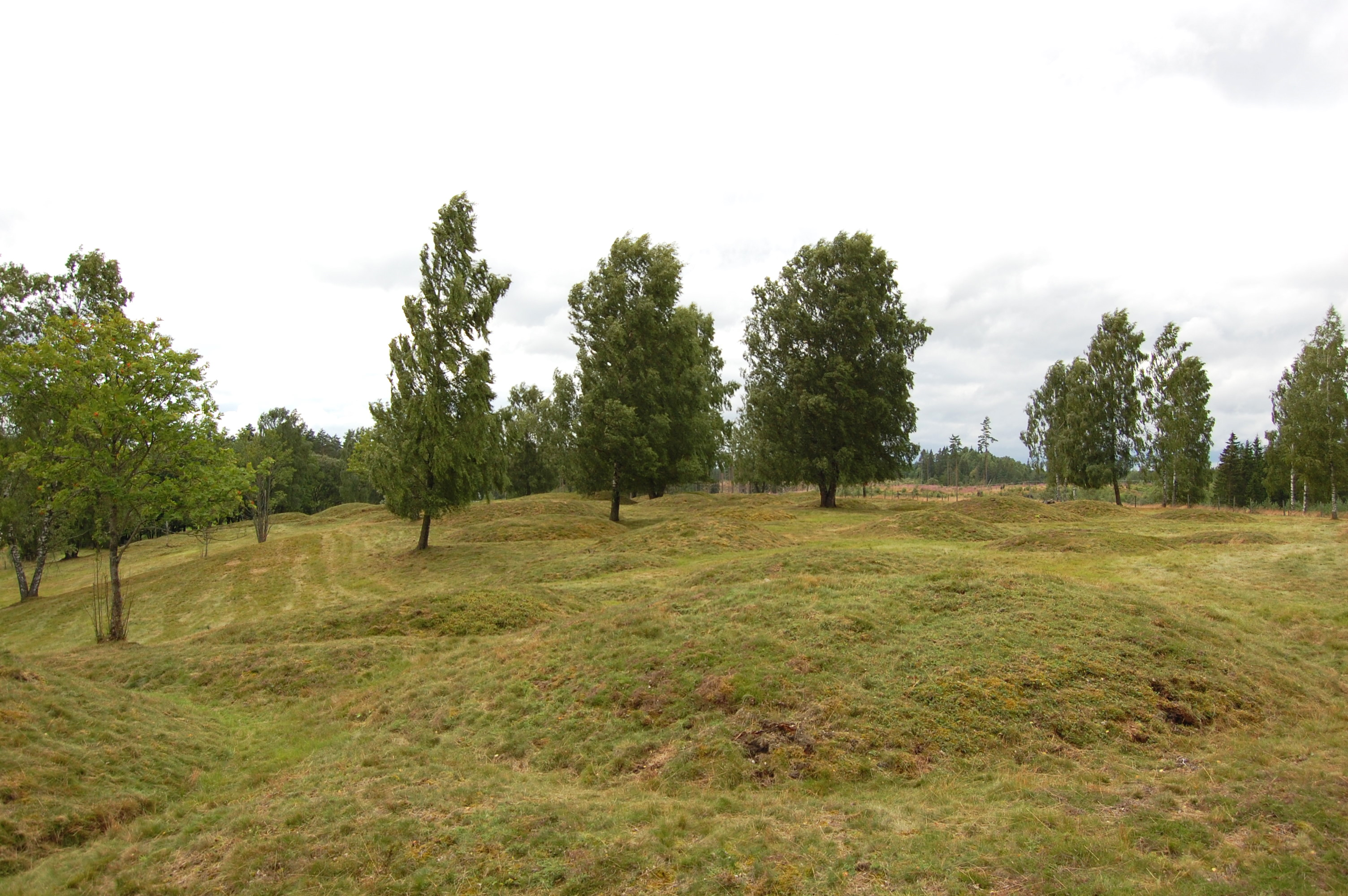
Gräberfeld südlich der Kirchenruine von Hallsjö

Als Gräberfelder von Hallsjö werden drei in der Umgebung von Hallsjö oder Norre Hallsjö in der schwedischen Gemeinde Ljungby gelegene Gräberfelder aus der jüngeren Eisenzeit bezeichnet die auch als „Gräberfeld Dörarp“ bezeichnet werden.
Die drei Gräberfelder liegen unweit der Kirchenruine von Hallsjö (schwedisch Hallsjö kyrkoruin) und umfassen insgesamt etwa 150 Gräber. Die Toten wurden eingeäschert und mit Grabbeigaben beigesetzt. Beisetzungen erfolgten etwa ab dem Jahr 500 n. Chr. Es wird angenommen, dass die Gräberfelder zu verschiedenen Dörfern gehörten. Die Umgebung war in dieser Zeit verhältnismäßig dicht besiedelt. Die Beisetzungen wurden bis ins Mittelalter fortgesetzt.